# Evropská hokejová liga 1999/2000
Evropská hokejová liga 1999/2000 byla čtvrtým a posledním ročníkem Evropské ligy. Ročník probíhal od 21. září 1999 do 6. února 2000.
Vítězem se stal ruský klub Metallurg Magnitogorsk, který ve finále porazil pražskou Spartu.
V soutěži byl použit stejný bodovací systém jako v předchozích dvou ročnících, tedy tzv. "trojbodový" systém.

## Základní skupiny

### Skupina A

#### Zápasy
| Domácí                 | Skóre | Hosté                  |
| ---------------------- | ----- | ---------------------- |
| Metallurg Magnitogorsk | 5:2   | HC Slovnaft Vsetín     |
| HC Slovan Bratislava   | 3:2   | EC Villacher           |
| HC Slovnaft Vsetín     | 2:3   | HC Slovan Bratislava   |
| EC Villacher           | 3:6   | Metallurg Magnitogorsk |
| Metallurg Magnitogorsk | 1:2   | HC Slovan Bratislava   |
| HC Slovnaft Vsetín     | 3:4sn | EC Villacher           |
| HC Slovan Bratislava   | 3:4sn | Metallurg Magnitogorsk |
| EC Villacher           | 6:2   | HC Slovnaft Vsetín     |
| Metallurg Magnitogorsk | 5:6p  | EC Villacher           |
| HC Slovan Bratislava   | 6:1   | HC Slovnaft Vsetín     |
| HC Slovnaft Vsetín     | 3:4   | Metallurg Magnitogorsk |
| EC Villacher           | 3:1   | HC Slovan Bratislava   |

#### Tabulka
| Poř. | Klub                   | Body |
| 1    | HC Slovan Bratislava   | 13   |
| 2    | Metallurg Magnitogorsk | 12   |
| 3    | EC Villacher           | 10   |
| 4    | HC Slovnaft Vsetín     | 1    |

### Skupina B

#### Zápasy
| Domácí           | Skóre | Hosté            |
| ---------------- | ----- | ---------------- |
| Brynäs IF        | 5:4sn | HC Sparta Praha  |
| Manchester Storm | 3:5   | IFK Helsinky     |
| IFK Helsinky     | 5:0   | Brynäs IF        |
| HC Sparta Praha  | 2:1sn | Manchester Storm |
| Brynäs IF        | 4:1   | Manchester Storm |
| IFK Helsinky     | 6:3   | HC Sparta Praha  |
| Manchester Storm | 1:4   | HC Sparta Praha  |
| Brynäs IF        | 4:6   | IFK Helsinky     |
| HC Sparta Praha  | 12:1  | IFK Helsinky     |
| Manchester Storm | 4:5sn | Brynäs IF        |
| HC Sparta Praha  | 4:1   | Brynäs IF        |
| IFK Helsinky     | 6:3   | Manchester Storm |

#### Tabulka
| Poř. | Klub             | Body |
| 1    | IFK Helsinky     | 15   |
| 2    | HC Sparta Praha  | 12   |
| 3    | Brynäs IF        | 7    |
| 4    | Manchester Storm | 2    |

### Skupina C

#### Zápasy
| Domácí         | Skóre | Hosté          |
| -------------- | ----- | -------------- |
| TPS Turku      | 1:4   | Modo           |
| Adler Mannheim | 4:5sn | Vålerenga      |
| Modo           | 4:0   | Adler Mannheim |
| Vålerenga      | 2:3p  | TPS Turku      |
| TPS Turku      | 5:4   | Adler Mannheim |
| Modo           | 8:0   | Vålerenga      |
| Vålerenga      | 2:3   | Modo           |
| Adler Mannheim | 2:6   | TPS Turku      |
| TPS Turku      | 5:0   | Vålerenga      |
| Adler Mannheim | 1:6   | Modo           |
| Modo           | 1:2   | TPS Turku      |
| Vålerenga      | 5:0   | Adler Mannheim |

#### Tabulka
| Poř. | Klub           | Body |
| 1    | Modo           | 16   |
| 2    | TPS Turku      | 14   |
| 3    | Vålerenga      | 6    |
| 4    | Adler Mannheim | 1    |

### Skupina D

#### Zápasy
| Domácí              | Skóre | Hosté               |
| ------------------- | ----- | ------------------- |
| Nürnberg Ice Tigers | 2:1   | OHK Dynamo Moskva   |
| HC Lugano           | 4:3   | HC Amiens Somme     |
| OHK Dynamo Moskva   | 7:2   | HC Lugano           |
| HC Amiens Somme     | 0:4   | Nürnberg Ice Tigers |
| OHK Dynamo Moskva   | 3:0   | HC Amiens Somme     |
| Nürnberg Ice Tigers | 4:3   | HC Lugano           |
| HC Amiens Somme     | 0:5   | OHK Dynamo Moskva   |
| HC Lugano           | 4:3sn | Nürnberg Ice Tigers |
| HC Lugano           | 3:1   | OHK Dynamo Moskva   |
| Nürnberg Ice Tigers | 8:2   | HC Amiens Somme     |
| HC Amiens Somme     | 0:6   | HC Lugano           |
| OHK Dynamo Moskva   | 1:2sn | Nürnberg Ice Tigers |

#### Tabulka
| Poř. | Klub                | Body |
| 1    | Nürnberg Ice Tigers | 15   |
| 2    | HC Lugano           | 11   |
| 3    | OHK Dynamo Moskva   | 10   |
| 4    | HC Amiens Somme     | 0    |

## Play-off

### Čtvrtfinále
| Domácí                 | Skóre                  | Hosté                  |
| ---------------------- | ---------------------- | ---------------------- |
| TPS Turku              | 5:3                    | IFK Helsinky           |
| Metallurg Magnitogorsk | 4:0                    | Modo                   |
| HC Lugano              | 5:2                    | HC Slovan Bratislava   |
| HC Sparta Praha        | 4:0                    | Nürnberg Ice Tigers    |
| IFK Helsinky           | 3:2 (0:1 po nájezdech) | TPS Turku              |
| Modo                   | 6:4 (0:1 po nájezdech) | Metallurg Magnitogorsk |
| HC Slovan Bratislava   | 5:6                    | HC Lugano              |
| Nürnberg Ice Tigers    | 2:3                    | HC Sparta Praha        |

### Semifinále
(Lugano, Švýcarsko)
| Domácí                 | Skóre | Hosté           |
| ---------------------- | ----- | --------------- |
| Metallurg Magnitogorsk | 5:3   | TPS Turku       |
| HC Lugano              | 2:3p  | HC Sparta Praha |

### O 3. místo
(Lugano, Švýcarsko)
| Domácí    | Skóre | Hosté     |
| --------- | ----- | --------- |
| HC Lugano | 1:6   | TPS Turku |

### Finále
(Lugano, Švýcarsko)
| Domácí                 | Skóre | Hosté           |
| ---------------------- | ----- | --------------- |
| Metallurg Magnitogorsk | 2:0   | HC Sparta Praha |